# Международная комиссия по освещению
Международная комиссия по освещению (англ. International Commission on Illumination, именуется также CIE по аббревиатуре французского наименования — фр. Commission internationale de l'éclairage, в русскоязычных источниках используется аббревиатура МКО) — международный орган, ведущий разработку технических стандартов в области света, освещения, цвета и цветовых пространств. Создана в 1913 году в качестве преемника Международной комиссии по фотометрии (фр. Commission Internationale de Photométrie). В настоящее время штаб-квартира комиссии расположена в Вене. Президентом комиссии с 2019 года является Питер Блаттнер из Швейцарии.

## Организационная структура
Основой организационной работы МКО являются национальные комитеты. В настоящее время в МКО входят 40 стран мира, в том числе Россия. Все ключевые решения по организационным вопросам принимаются  Генеральной Ассамблеей, состоящей из президентов национальных комитетов. Генеральная Ассамблея собирается не реже одного раза в четыре года во время Сессий МКО (Quadrennial Session). 
В периоды между заседаниями Генеральной Ассамблеи административная и техническая деятельность МКО делегируются Административному совету, состоящему из президента, избранного президента, казначея и секретаря, а также соответствующего числа вице-президентов и директоров Отделений. Эти должностные лица избираются на 4 года Генеральной Ассамблеей.
Ежедневной работой МКО управляют сотрудники Центрального бюро, возглавляемого генеральным секретарём.
Научная деятельность МКО осуществляется Отделениями МКО. В настоящее время МКО имеет шесть Отделений, каждое из которых формирует свои технические комитеты, реализующие собственные программы деятельности под руководством директора Отделения:
- Отделение 1. Зрение и цвет
- Отделение 2. Фотометрия и радиометрия
- Отделение 3. Внутреннее освещение и световой дизайн
- Отделение 4. Освещение на транспорте и наружное освещение
- Отделение 6. Фотобиология и фотохимия
- Отделение 8. Технологии изображения.

Отделения 5 (Наружное освещение и другие применения) и 7 (Общие вопросы освещения) в настоящее время неактивны.

## Основные этапы истории комиссии

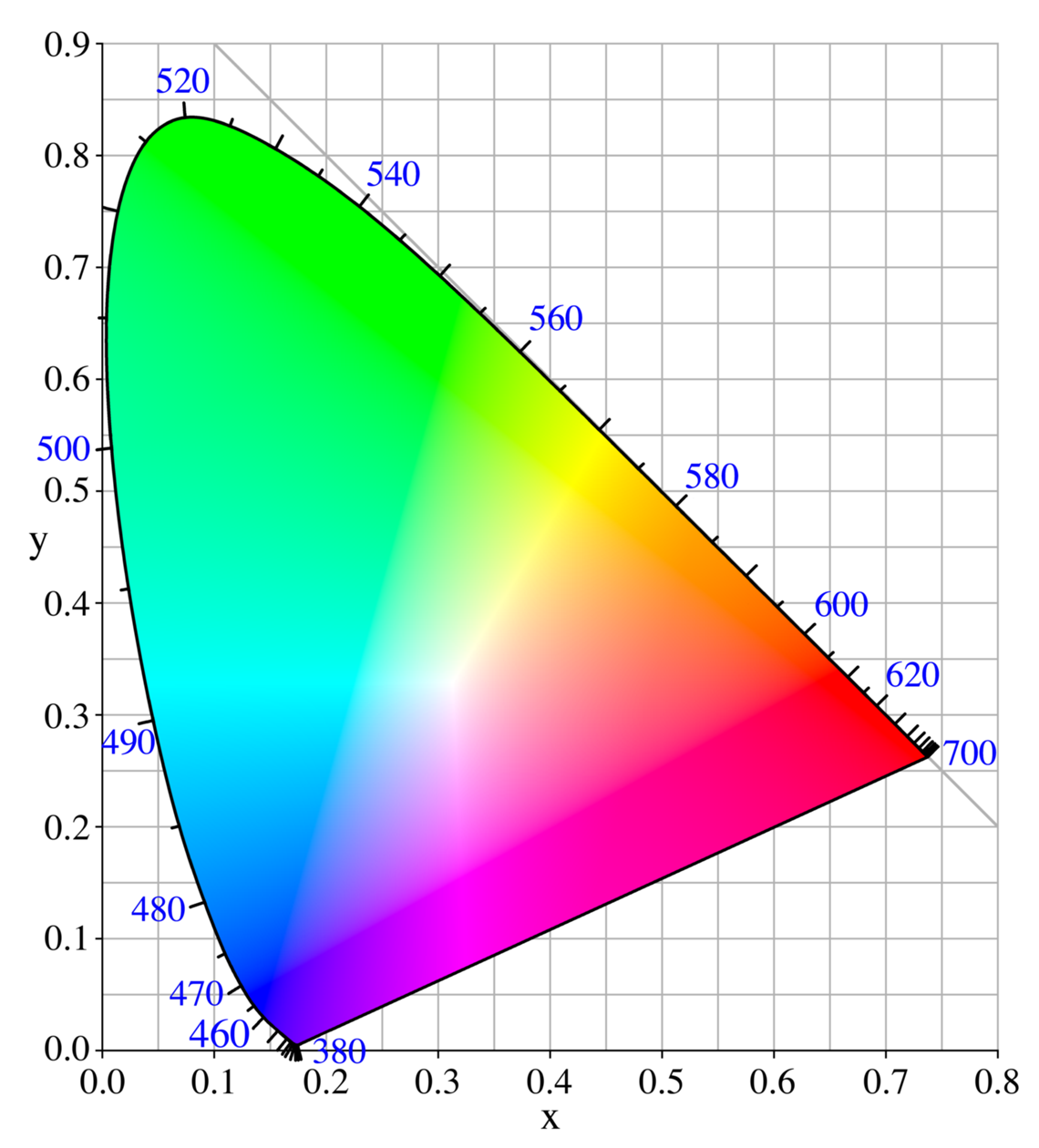
Диаграмма эталонной цветовой модели CIE XYZ 1931 года с указанием длин волн в нанометрах.

- В 1924 году МКО установила стандарт фотопического наблюдателя, определяемого через функцию спектральной световой эффективности V(λ), дополненный в 1951 году стандартом скотопического наблюдателя, определяемого функцией V’(λ).
- Основываясь на докладе Американского оптического общества (OSA) о колориметрии 1922 года[2], МКО провела свою восьмую сессию в 1931 году с целью выработки международного соглашения по колориметрическим характеристикам и обновления рекомендаций OSA на основе работ последнего десятилетия[3]. На этой сессии, проходившей в Кембридже, Великобритания, комиссия утвердила эталонную цветовую модель CIE XYZ, заданную в строгом математическом смысле, при этом функции цветового соответствия были определены для 2-градусного поля зрения (использовался соответствующий колориметр). С тех пор модель CIE XYZ является мастер-моделью практически всех остальных цветовых моделей, используемых в технических областях.
- В 1964 году МКО опубликовала дополнительные данные для 10-градусного поля зрения, а также новый стандарт дневного света D6500; кроме того, был апробирован метод расчёта освещённости для осветительных приборов для цветовых температур, отличных от 6500 К;
- В 1976 году МКО разработала цветовые пространства CIELAB и CIELUV[англ.], которые широко используются в настоящее время. На основе CIELAB были разработаны формулы цветовых разностей CIEDE94 и CIEDE2000.